# Province d'Arezzo
Pour les articles homonymes, voir Arezzo (homonymie).
La province d'Arezzo est une province italienne, située en Toscane.
Son chef-lieu est Arezzo et, d'une superficie d'environ 3 230 km2, elle est peuplée d'un peu plus de 323 000 habitants.

## Géographie
Cette province, limitrophe de l'Ombrie (province de Pérouse), de l'Émilie-Romagne (province de Forlì-Césène) et des Marches (province de Pesaro et Urbino), touche aussi celles de Sienne et de Florence.
Elle est traversée par l'Arno et le Tibre et abrite aussi le terroir du Chianti. Longtemps ballotée entre Florence et les États de l'Église, elle fut rattachée au grand-duché de Toscane, puis au royaume d'Italie en 1860.
Quatre vallées la subdivisent : le Valdarno supérieur, le Casentino, la Valtiberina et la Val di Chiana arétin.

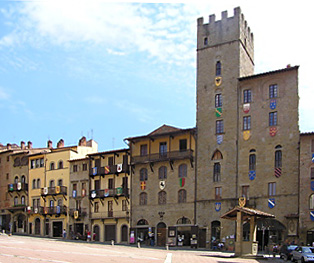
Grande place d'Arezzo.

Deux communes de la province, Sestino et Badia Tedalda, font géographiquement et historiquement partie du Montefeltro.